# Joachim Fuchs-Charrier
Joachim Fuchs-Charrier (* 1954 in München) ist ein deutscher Schlagzeuger, der auch im Jazzbereich auftritt.

## Musikalischer Werdegang
Nach einem Flötenstudium am Richard-Strauss-Konservatorium München von 1964 bis 1966 folgte von 1969 bis 1972 das Studium der klassischen Perkussion am Meistersinger-Konservatorium Nürnberg. Nach mehreren Jahren als Drummer in Show- und Galabands in Europa und USA folgte von 1976 bis 1980 die Entwicklung eigener Polyrhythmik-Konzepte nach Aufenthalten in Nordafrika und Studium afrikanischer und lateinamerikanischer Trommelkulturen.
1978 trat er erstmals mit einer großen Drum-Solo-Performance auf (16. Deutsches Jazzfestival in Frankfurt am Main). 1979 nahm er die Solo-LP „Drum Symphony“ auf. 1980 erfolgte die Gründung der „Fuchs-Goos-Band“ zusammen mit dem Gitarrenvirtuosen Werner Goos. Er arbeitete weiterhin mit internationalen Jazzstars, war an der Newjazz-Formation „Choice“ mit Lauren Newton und am Bigbandprojekt „Flirt“ beteiligt. Nach weiteren Drum-Soloprojekten live und auf Schallplatte („Pictures at a drumhibition I-III“) entwickelte er seit 1986 zahlreiche Percussionensemble-Projekte (z. B. Snaredrum-Ensemble „The Crazy World Marching Drum Connection“). 1994 bis 1996 produzierte er mehrere Drumvideos wie „Rudimental Drumming“, „Brushwork“, „Tribute to Buddy Rich“ und „Art of Solodrumming I-III“, lehrte auf Workshops und arbeitet unter anderem mit Dom Famularo, Pete York, Arnold F. Riedhammer und Charly Antolini. Die Produktion weiterer Drumvideos wie „Mysterious Drumming“, „Drummer’s Request“, „Quintessence“, „Monster Steps“ und „Taoism“ schloss sich 1996–1999 an, ebenso wie die Veröffentlichung einer weiteren Drumsoloproduktion auf CD – „Drummer's Delight“.
Fuchs-Charrier organisierte mehrere Schlagzeug- und Perkussions-Festivals (z. B. Drummer's Summernight in Hülben mit Michael Küttner, Manfred von Bohr, Hakim Ludin) und produzierte 2000 und 2001 eine Multimedia–Dokumentation über die Entwicklungsgeschichte des Schlagzeugs: „History of Drumsetplaying“ – zusammen mit Arno Haselsteiner, Jörg Bach, Uhuru und Rudi Leichtle. Darüber hinaus nahm er CD mit Werner Goos und Knut Rössler („Hotel East“) und mit Wieland Harms („AXErciser“, „Paganini & Co. für E-Gitarre“). Nach dem Buch/CD-Projekt „Drummer werden ist nicht schwer“ (2002) in den letzten Jahren eine verstärkte Unterrichtstätigkeit und die Arbeit am ersten Roman „Die Hölle beginnt immer im Kopf“. 2005 trat er als Solist in Berlin mit Mirko Schurig und seiner Gruppe „Der Dritte Trommelstock“ auf und organisierte das Reutlinger Trommelspektakel „Trommeln ohne Grenzen“. Aktuell spielt er gemeinsam mit Peter Wondra (Bass) und Friedbald Rauscher (Piano) im „Friedbald-Rauscher-Trio“ und mit dem „Wieland-Harms-Trio“.